# Pseudorthodes griseocincta
Pseudorthodes griseocincta är en fjärilsart som beskrevs av Harvey 1873. Pseudorthodes griseocincta ingår i släktet Pseudorthodes och familjen nattflyn. Inga underarter finns listade.